# Kay Blankenburg

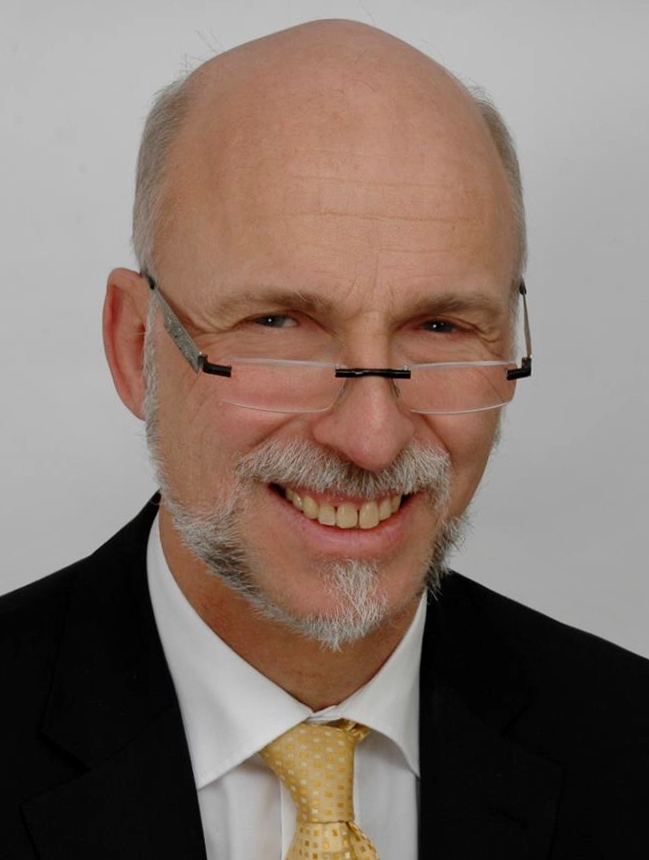
Kay Blankenburg (2013)

Kay Blankenburg (* 2. Dezember 1957 in Bamberg) ist ein deutscher Rechtsanwalt und Kommunalpolitiker (SPD).

## Werdegang
Nach dem Abitur 1977 in Bamberg und dem Wehrdienst in Murnau und Ingolstadt studierte Blankenburg Rechtswissenschaften an der Universität Würzburg. 1986 legte er das Erste und nach dem Referendariat im Oberlandesgerichtsbezirk Bamberg 1989 das Zweite Juristische Staatsexamen ab. Danach ließ er sich in Bad Kissingen als Rechtsanwalt nieder. Zwischen 1990 und 1996 war er Dozent in der Erwachsenenbildung. Seit 1999 ist er vom Bayerischen Justizministerium bestellter Dozent in der Ausbildung der Rechtsreferendare.
Bei der Kommunalwahl 1996 zog Blankenburg erstmals in den Stadtrat von Bad Kissingen ein. Im März 2008 wurde er zum Oberbürgermeister der Stadt mit Amtsantritt am 1. Mai gewählt, im März 2014 gewann er seine Wiederwahl für weitere sechs Jahre mit 68,3 Prozent mit deutlichem Vorsprung gegen seinen CSU-Herausforderer. Zur Kommunalwahl 2020 trat Blankenburg nicht mehr an.